# Mohammed Al-Khilaiwi
Mohammed Saleh Al-Khilaiwi (en árabe: محمد صالح الخليوي, Yeda, 1 de septiembre de 1971-ibídem, 13 de junio de 2013) fue un defensa de fútbol de Arabia Saudita. A nivel de club, jugó principalmente para Al-Ittihad en su país natal.

## Carrera
Entre 1990 y 2001, Al-Khilaiwi fue parte de la selección de fútbol de Arabia Saudita. Jugó en la Copa Mundial de la FIFA de 1994 y de 1998, donde fue expulsado contra Francia. Participó en la Copa Confederaciones de la FIFA de 1992, 1995, 1997 y 1999.
También participó en los Juegos Olímpicos de Atlanta 1996.

## Clubes
| Club       | País           | Año       |
| ---------- | -------------- | --------- |
| Al-Ittihad | Arabia Saudita | 1989-2003 |
| Al-Ahli    | Arabia Saudita | 2003-2005 |